# چارت اسنلن

نمونه Snellen نمودار برآورد حدت بینایی

چارت اسنلن  یک چارت بینایی است که می‌تواند برای اندازه‌گیری حدت بینایی مورد استفاده قرار گیرد. اسنلن نمودار پس از نام چشم پزشک هلندی هرمان Snellen که مخترع این چارت در سال ۱۸۶۲ است می‌باشد. بسیاری از چشم پزشکان و متخصصان چشم در حال حاضر از چارت تغییر یافته شناخته شده به عنوان چارت LogMAR استفاده می‌کنند.

## تاریخچه
Snellen با استفاده از نمادها ی ۵×۵ واحد شبکه، جارت را ساخت. نمودارهای تهیه شده در سال ۱۸۶۱ با استفاده از نمادهای انتزاعی بود. Snellen منتشر شده در سال ۱۸۶۲ با استفاده الفبای درشت خط در ۵×۵ شبکه بوده است. چارت اصلی حروف ذیل را نشان می‌دهد، A, C, E, G, L, N, P, R, T, 5, V, Z, B, D, 4, F, H, K O, S 3, U, Y, A, C, E, G, L 2.

## توضیحات
چارتSnellen معمولی با یازده خطوط حرف بلوک نوشته شده است. خط اول متشکل از یک حرف بسیار بزرگ که ممکن است یکی از چندین نامه به عنوان مثال E, H, یا N می‌باشد. ردیف‌های بعدی حروف‌هایی بیشتری هستند که در اندازه کاهش می‌یابند. یک فرد برای انجام این آزمون را یک چشم را پوشش می‌دهد و از ۶ متر یا ۲۰ فوت دور و با صدای بلند حروف هر سطر ابتدا در بالای صفحه را می‌خواند. کوچکترین ردیف که می‌تواند خوانده شود با دقت حدت بینایی در آن چشم را نشان می‌دهد.
نمادها در یک چارت به عنوان"optotypes" شناخته می‌شوند. در مورد چارت اسنلن، optotypesها ظاهر حروف دارند و به عنوان حروف باید دیده و خوانده شدوند. آنها در این چارت typographer عادینیستند و در آنها و هندسه ساده‌ای دارند که:
- ضخامت خطوط برابر با ضخامت فضاهای سفید بین خطوط و ضخامت شکاف در حرف "C" می‌باشد
- ارتفاع و عرض optotype (نامه) پنج برابر ضخامت خط می‌باشد.

تنها ده حرف اسلون حروف C, D, E, F, L, N, O, P, T, Z در چارت‌های معمول استفاده می‌شوند. ادراک پنج از شش حرف (یا مشابه نسبت) Snellen کسری در نظر گرفته می‌شود. چارت دیواری Snellen ارزان هستند و گاهی اوقات برای ارزیابی تقریبی از دید چشم به عنوان مثال در یک اولیه-مراقبت پزشک، هر زمان که حدت باید ارزیابی شود (به عنوان در یک چشم پزشک معاینه) یا جایی که این امکان وجود دارد که کنکوری‌ها ممکن است تلاش برای تقلب داشته باشند (به عنوان در موتور خودرو مجوز دفتر) استفاده می‌شود؛ که در حال حاضر می‌تواند حروف در انواع الگوهای تصادفی ارائه دهد.
BS 4274-1:1968(مؤسسه استاندارد بریتانیا) "مشخصات آزمون چارت برای تعیین فاصله حدت بینایی" جایگزین شد BS 4274-1:2003 " چارت آزمون بالینی برای تعیین فاصله حدت بینایی — مشخصات". آن را می‌گوید که "درخشندگی یکسان و نه کمتر از 120 cd/m2  از باشد. هر گونه تغییرات در سراسرچارت تست نباید بیش از ۲۰ درصد باشد ."
با توجه به BS 4274-1:2003 تنها حروف C, D, E, F, H, K, N, P, R, U, V و Z باید برای تست بینایی بر اساس خوانایی حروف مورد استفاده قرار گیرد.

## Snellen کسری
حدت بینایی = فاصله که در آن تست انجام شده است / فاصله که در آن کوچکترین optotype شناساخته شده زاویه ای برابر پنج arcminutes جدا می‌کند .

## 6/6"(m) یا "20/20"(ft) چشم‌انداز
Snellen تعریف " دید استاندارد" به عنوان توانایی خواندن یکی از optotypes هنگامی که آن را subtended 5 دقیقه قوس را جدا کند، است؛ بنابراین optotype تنها می‌تواند هنگامی شناخته شود که فرد آن را در یک الگوی مکانی از هم جدا شده توسط یک زاویه بصری از یک دقیقه قوس جدا می‌کند.
در خارج از ایالات متحده استاندارد فاصله چارت ۶ متر (۲۰ فوت)و عادی حدت تعیین شده است "۶/۶". دیگر acuities بیان شده نسبتی از کسر از ۶ می‌باشند. برخی از کلینیک‌ها لاین ۶ متر چشم را نرارند یا یک نیم-چارت اندازه همان زاویه در ۳ متر (۹٫۸ فوت) را جدا می‌کند یا معکوس چارت پروجکت می‌شود و مشاهده می‌شود یا از یک آینه برای رسیدن به اندازه حروف دلخواه استفاده می‌شود.
در بیشتر چارت‌های آزمایش حدت Snellen، در یک فاصله استاندارد: ۶ متر قرار داده است. در این فاصله نمادها بر روی خط حدت «عادی» که یک زاویه از پنج دقیقه از قوس کمان را جدا می‌کند و ضخامت خطوط و فاصله بین خطوط subtends یک دقیقه قوس است، را نشان می‌دهد. این خط تعیین شده ۶/۶ (یا ۲۰/۲۰) کوچکترین خط است که یک فرد عادی با حدت و در فاصله ۶ متر (۲۰ فوت) می‌توانید بخواند.
سه خط بالاتر از این حرف، حروف دو برابر ارتفاع آن حرف در ۶/۶ (یا ۲۰/۲۰ در ایالات متحده) خطرا دارتد. اگر این کوچکترین خط یک فرد می‌تواند به عنوان خوانده شده، فرد حدت است "۶/۱۲" ("۲۰/۴۰") به این معنی است که این فرد نیاز به نزدیک شدن به فاصله ۶ متر (۲۰ فوت) برای خواندن حرف دارد و فرد عادی می‌تواند حرف خوانده شده را در ۱۲ متر (۴۰ پا) بخواند. در حتی شیوه تقریبی بیشتر، این فرد می‌توان گفت که "نیمی"از حدت عادی از ۶/۶ را دارد.
دقیقاً ۶ متر فاصله از بیمار حروف در خط ۶/۶ باید ۵ دقیقه قوس (به طوری که هر پایه از حروف subtend 1 دقیقه قوس باشد) را جدا می‌کند به این معنی که چارت باید به اندازه‌ای
است که این نامه‌ها 8.86 mm بلند و بالاترین (6/60) "E" 88.6 میلی‌متر است. از نظر دیگر، چشم باید در فاصله ۶۸٫۷۵ بار در ارتفاع بالا (۶/۶۰) حرف قرار بگیرد. یکی دیگر از محاسبه برای ایالات متحده درمانگاه با استفاده از چارتهایی با فتصلهٔ ۲۰ فوت (کمی نزدیک تر از 6m) و با استفاده از یک 17mm مدل چشم برای محاسبات و حروفی که subtends 5 دقیقه از قوس، که ارتفاع ۲۰/۲۰ حرف به ۸٫۷۵ متر می‌دهد.
چارت حدت بینایی مورد استفاده در انواع بسیاری از امتحانات بینایی "refracting" چشم برای تعیین بهترین عینک تجویزی، استفاده می‌شود. در طول این آزمایشات حدت نسبت هرگز ذکر نشده است.
بزرگترین حرف در یک چارت بینایی اغلب نشان دهنده حدت از ۶/۶۰ (۲۰/۲۰۰) می‌باشد، که «از نظر قانونی نابینا» در ایالات متحده است. برخی از افراد با نزدیک بینی کم ممکن است قادر به خواندن حرف بزرگ بدون عینک نباشند، اما هیچ مشکلی در خواندن ۶/۶٫۰ (۲۰/۲۰) خط یا ۶/۴٫۵ (۲۰/۱۵) خط ندارند. در مقابل، نابینا ی قانونی حدت بینایی ا۶/۶۰ (۲۰/۲۰۰) یا کمتر در هنگام استفاده از بهترین اصلاحی لنز را دارند.